# サンダーバード (列車)
サンダーバードは、西日本旅客鉄道（JR西日本）が大阪駅 - 敦賀駅間を東海道本線（JR京都線）・湖西線・北陸本線経由で運行する特別急行列車。
本項では、前身にあたる特急列車「雷鳥」（らいちょう）とともに、その周辺群の臨時列車および京阪神と北陸地方を結ぶ優等列車の沿革についても記述する。

## 概要
北陸本線の電化拡大に伴い、1964年10月1日に大阪駅 - 富山駅間で「雷鳥」として運転を開始した。それ以来、電化区間の延伸に合わせて富山以東や七尾線も発着地に加えつつ、京阪神と北陸地方を結ぶ特急列車として運行されていた。
1995年4月20日には485系電車に代わって一部の列車に「ニュー雷鳥」こと681系電車を投入して列車名を「スーパー雷鳥（サンダーバード）」とし、1997年3月22日のダイヤ改正ではさらに「サンダーバード」に改称された。以来485系電車は順次、681系電車や改良型である683系電車への置き換えが進められ、2011年3月12日のダイヤ改正では「雷鳥」の定期列車が無くなった。
2021年時点で、新大阪・京都・福井のみに停車する最速達のサンダーバードは、表定速度104 km/hと国内の在来線特急の中では最速であり、唯一100 km/hを越える列車である。
2015年3月14日の北陸新幹線長野駅 - 金沢駅間の延伸開業により、新幹線と並行する金沢駅 - 富山駅・魚津駅間が廃止され、七尾線への乗り入れについても1往復を残して金沢駅 - 和倉温泉駅間のシャトル列車「能登かがり火」で置き換えられた。2024年3月16日には北陸新幹線が敦賀駅まで延伸され、サンダーバードの運転区間は並行区間の廃止によりさらに短縮された。
区間列車の設定はなく、大阪駅 - 敦賀駅間で25往復が運転される。

### 列車名の由来
名付け親は当時のJR西日本社長・井手正敬。JR西日本はアメリカ先住民族のスー族に伝わる神話に登場する雷光と雨を起こす巨大なワシに似た空想上の鳥「サンダーバード」に由来すると説明しているが、「雷」と「鳥」をそれぞれ英語に直訳したとの説もある。なお、「雷鳥」の英語名は「Grouse（グラウス）」もしくは「Ptarmigan（ターミガン）」である。
681系が「スーパー雷鳥（サンダーバード）」として営業運転を開始した際には、CMキャラクターとしてイギリスのSF人形劇『サンダーバード』（国際救助隊）を起用しており、乗車ノベルティとして作中メカのピンバッジが配布されるキャンペーンも行われた。CMの内容は北陸エリアと関西エリアとで若干異なっていた。

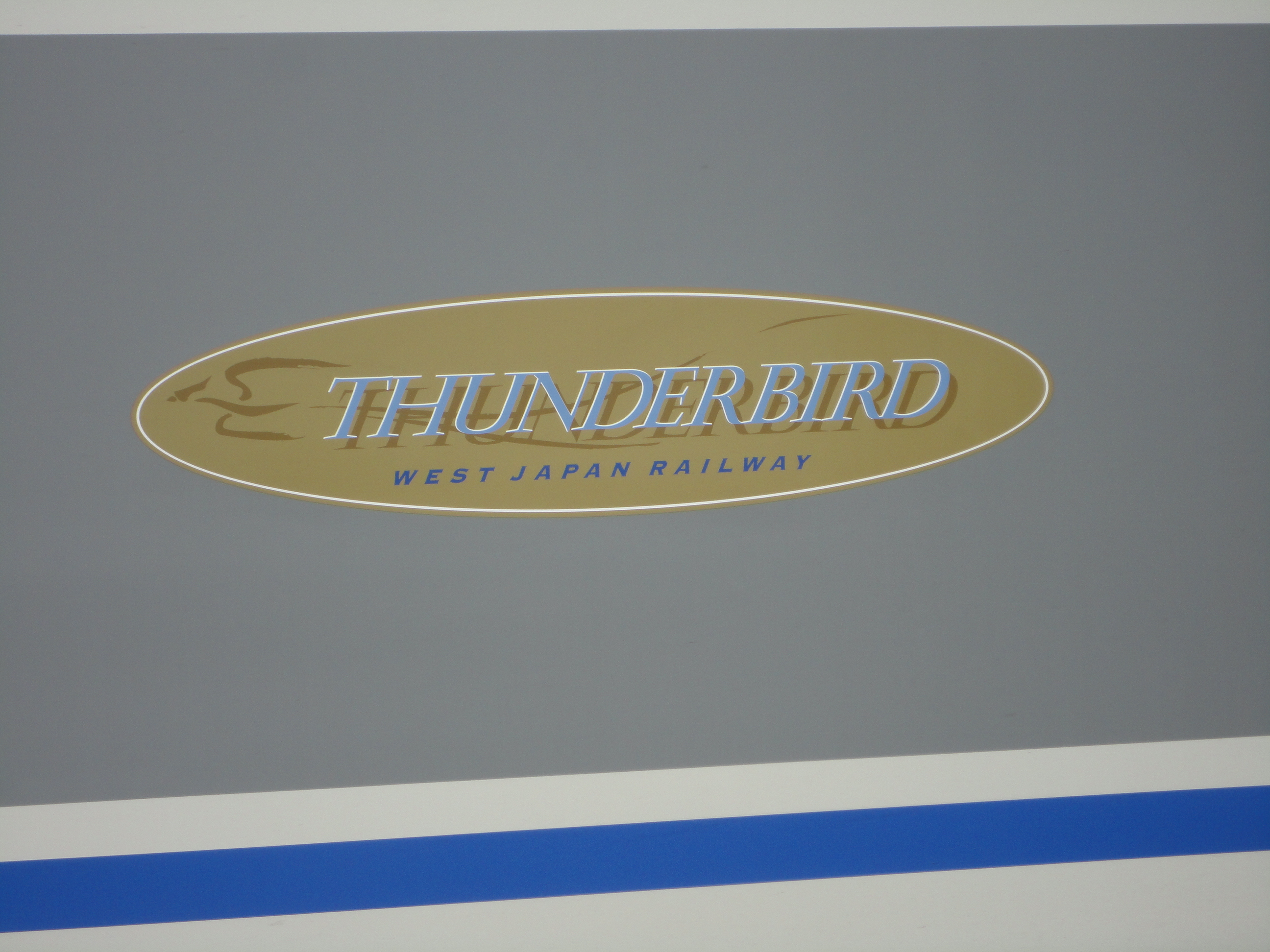
エンブレムステッカー
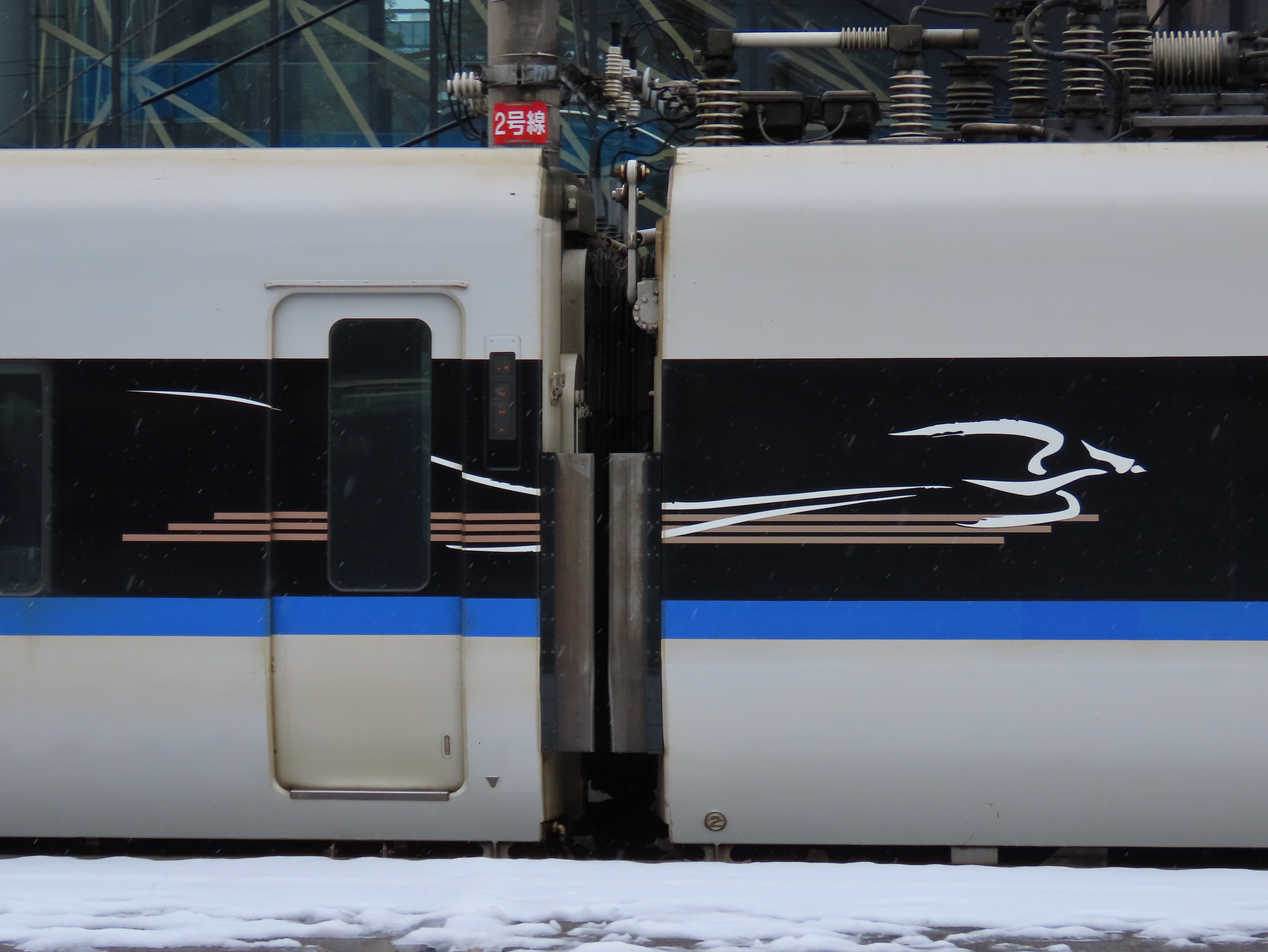
エンブレムステッカー（リニューアル後）

## 運行概況
2024年3月16日現在、定期列車は大阪駅 - 敦賀駅間で25往復が運転されている。所要時間はおおよそ1時間20 - 30分である。敦賀駅で直近に接続する北陸新幹線の富山駅・金沢駅 - 敦賀駅間区間運転列車「つるぎ」との間では、金沢・富山方面、大阪方面の双方向とも「接続元の列車の号数（奇数）+1=接続先の列車の号数（偶数）」という法則性がある。
全列車が湖西線経由で大阪駅を発着として運転されるが、強風などで湖西線が運転見合わせになった場合は米原駅経由で迂回運転される。米原駅では原則として運転停車だが、事情により客扱いをすることもある。2000年代に入ってからは比良おろしとよばれる強風による運転規制の強化により迂回運転が増えていたが、防風柵の設置工事により迂回運転は減少するとしている（湖西線#沿線概況を参照）。迂回運転による所要時間の増加は約30分だが、折り返しとなる列車がさらに遅れる場合も多い。風が小康状態となり、かつ運転規制が解除されると湖西線経由に戻される。なお、何らかの理由で湖西線が不通になった事態を想定して、米原駅経由のダイヤもあらかじめ設定されている。
なお北陸新幹線金沢開業以前の2015年3月13日までは、14往復が大阪駅 - 富山駅間、1往復が大阪駅 - 魚津駅間での運行であり、大阪駅 - 富山駅間の平均所要時間は3時間20分であった。富山駅・魚津駅発着系統は増結により12両編成で運転される場合、列車によっては金沢駅で1 - 9号車と10 - 12号車の増解結を行うことがあった。
交通系ICカードについては、全区間がICOCAエリアである。
東海道新幹線が長期に渡り運休になった時は、接続する北陸新幹線の臨時列車に対応して、臨時列車が設定されることもある。この場合は自由席が設定される。

### 停車駅
大阪駅 - 新大阪駅 -（高槻駅）- 京都駅 -（堅田駅） -（近江今津駅）- 敦賀駅
- （ ）：一部の列車が停車

- 停車駅の詳細は以下の表を参照。

| 下り17本 上り17本 | 下記以外            | ●  | ●  | ― | ●  | ― | ― | ●  |
| 下り3本 上り5本   | 1 - 5号 42 - 50号   | ●  | ●  | ● | ●  | ― | ― | ●  |
| 下り1本           | 7号                 | ●  | ●  | ● | ●  | ● | ● | ●  |
| 下り1本           | 43号                | ●  | ●  | → | ●  | → | ● | ●  |
| 下り2本 上り3本   | 45・47号 2・4・38号 | ●  | ●  | ― | ●  | ● | ● | ●  |
| 下り1本           | 49号                | ●  | ●  | → | ●  | ● | → | ●  |
| 停車本数          | 下り                | 25 | 25 | 4 | 25 | 4 | 4 | 25 |
| 停車本数          | 上り                | 25 | 25 | 5 | 25 | 3 | 3 | 25 |

凡例
- ●：停車
- ―・→：通過（矢印は運転方向）

### 使用車両・編成
吹田総合車両所京都支所に所属する681系電車及び683系電車9両編成が充当されている。681・683系の使い分けはなく共通運用で、681系及び吹田総合車両所の683系8000番台は1 - 6号車が基本編成、7 - 9号車が付属編成である。なお多客期は大阪方に681系もしくは683系の3両を増結して12両編成での運転となる。
かつては1号車（グリーン車）が大阪方の先頭車であったが、北陸新幹線開業に伴うダイヤ改正に伴い編成の方向転換が行われ、2015年3月14日以降は1号車が金沢方の先頭車となっている。

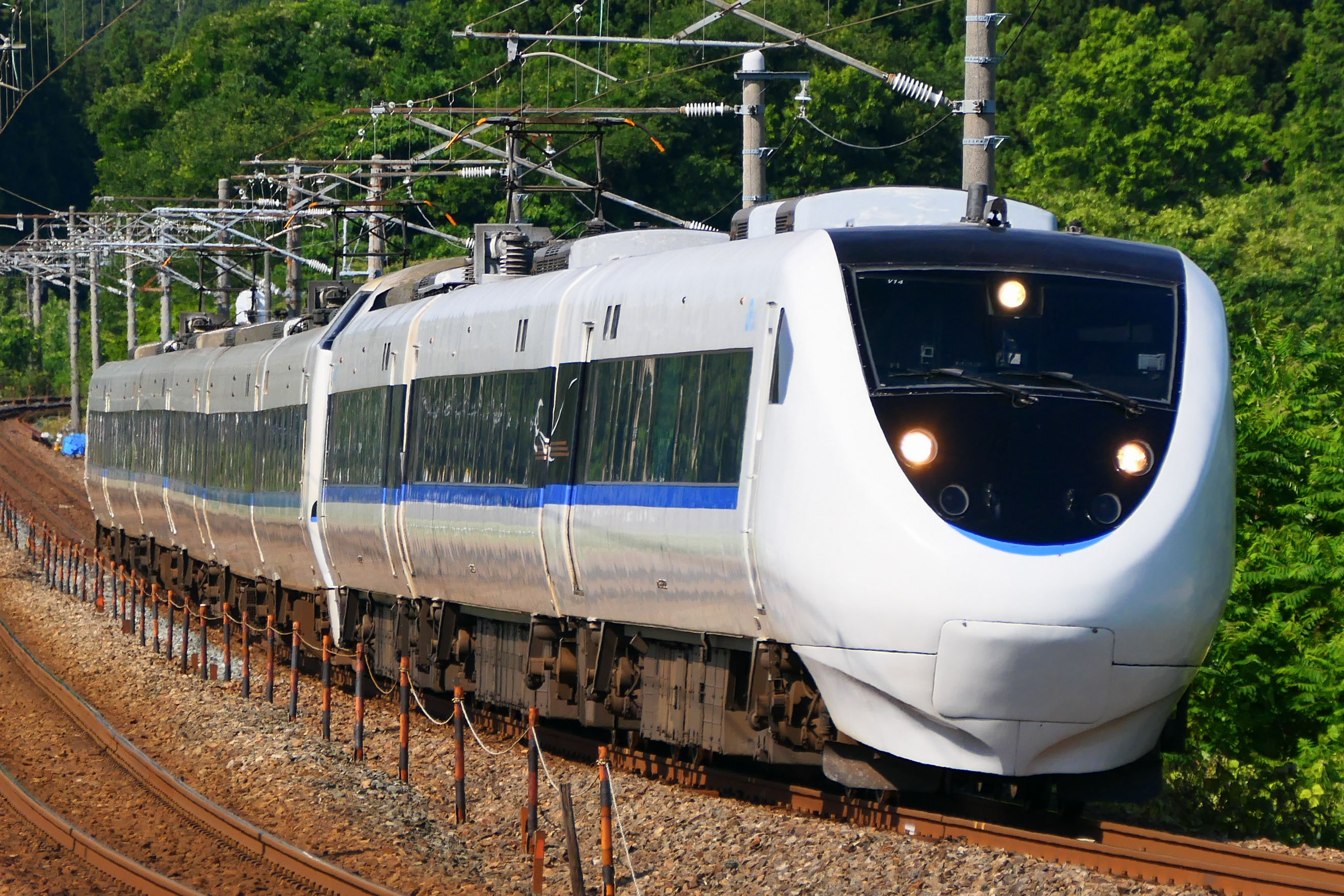
681系
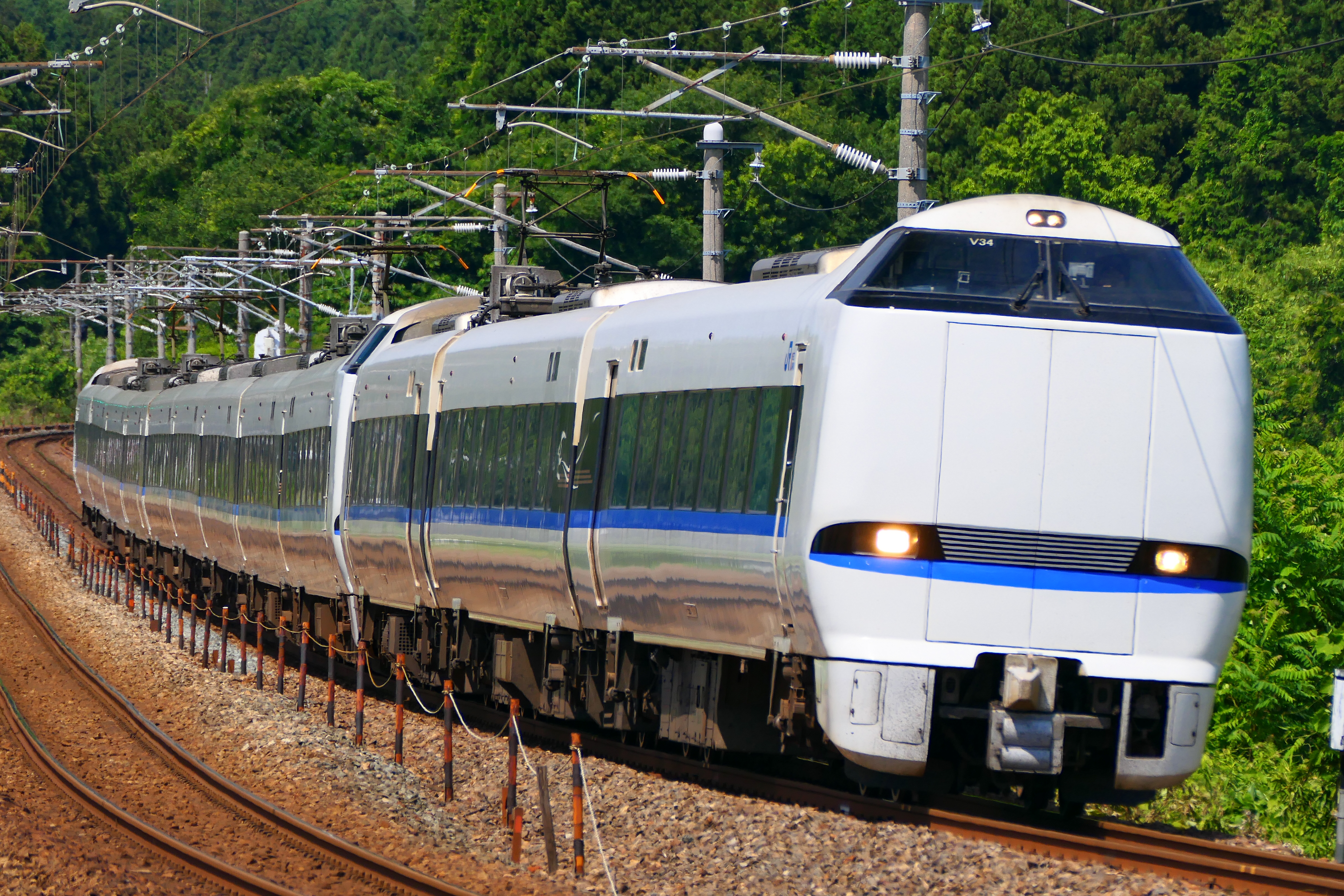
683系0番台
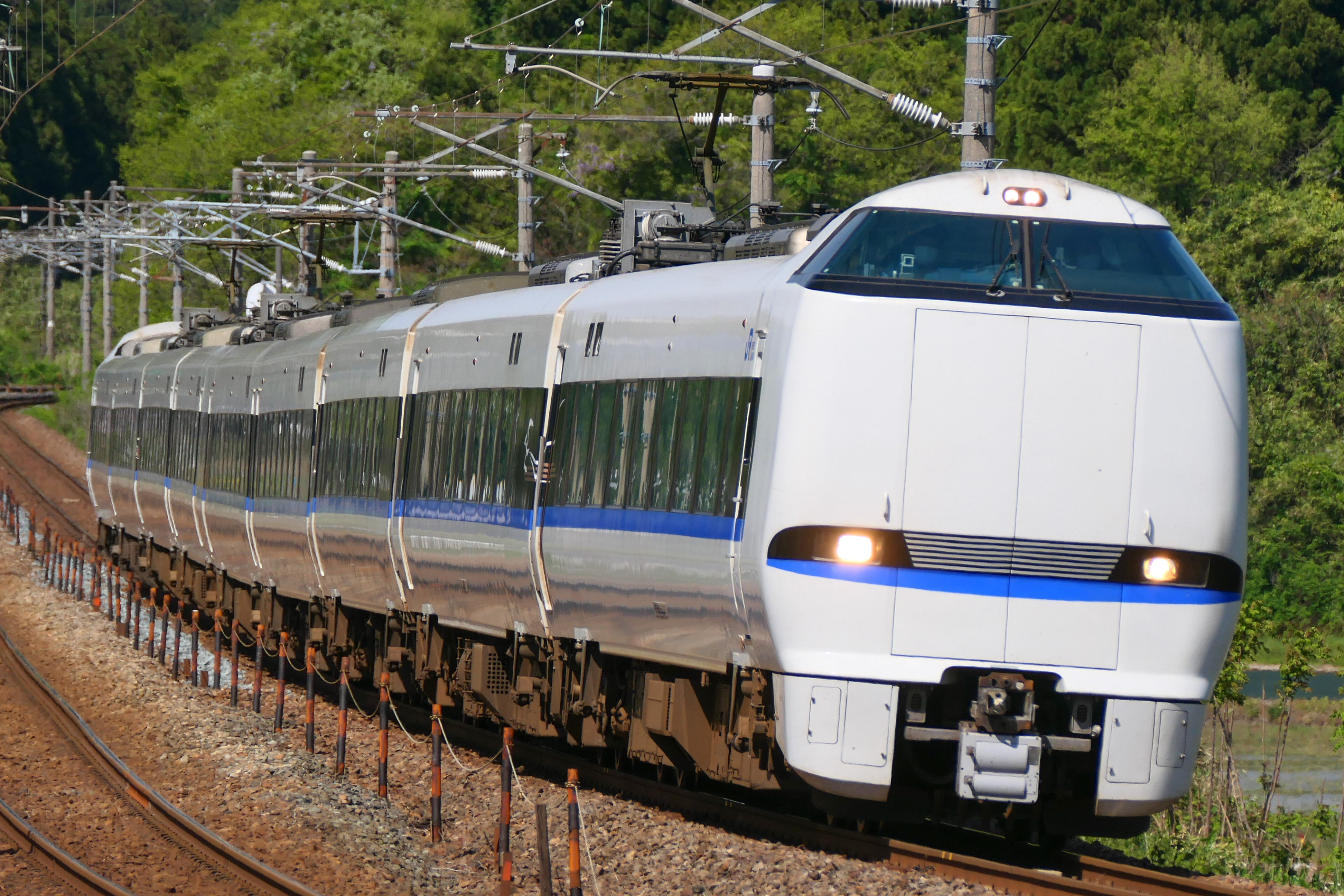
683系4000番台

### 担当車掌区

#### 現在
- 大阪車掌区
- 京都車掌区（2017年ダイヤ改正から）

#### 過去
- みやこ列車区（2017年ダイヤ改正まで）

### 北陸新幹線延伸による運行区間縮小以前の停車駅
金沢駅 - 富山駅・魚津駅間は、2015年3月の北陸新幹線金沢延伸まで、敦賀駅 - 金沢駅間、金沢駅 - 和倉温泉駅間は2024年3月の北陸新幹線敦賀延伸まで運行。また高槻駅は2017年3月改正以前は全列車通過、敦賀駅は2024年3月改正以前は一部列車通過。
金沢・富山・魚津方面
大阪駅 - （この区間は高槻駅を除き上記と同様） - （敦賀駅） - （武生駅） - （鯖江駅） - 福井駅 - （芦原温泉駅） - （加賀温泉駅） - （小松駅） - （松任駅） - 金沢駅 - （石動駅） - 高岡駅 - （小杉駅） - 富山駅 - 魚津駅
和倉温泉方面
大阪駅 - （この区間は上記と同様） - 金沢駅 - （津幡駅） - （宇野気駅） - （高松駅） - 羽咋駅 - （良川駅） - 七尾駅 - 和倉温泉駅
- （ ）は一部列車のみ停車。

## 臨時列車

### ビジネスサンダーバード
基本的に毎週月曜日（休日の場合は火曜日）のみの運行で、大阪発金沢行きの1本が運転されている。京阪神から北陸地方への単身赴任者の利用を見込んで2002年度の冬から「サンダーバード」93号として運転を開始し、2003年度の冬に「ビジネスサンダーバード」に列車名が変更されている。
当初基本編成単独の6両編成であったが、2009年3月14日のダイヤ改正から付属編成単独の3両編成となった。途中の停車駅は、新大阪駅・京都駅・敦賀駅・武生駅・福井駅・芦原温泉駅・小松駅である。2020年6月29日を最後に運転されていない。

### ユニバーサルエクスプレス

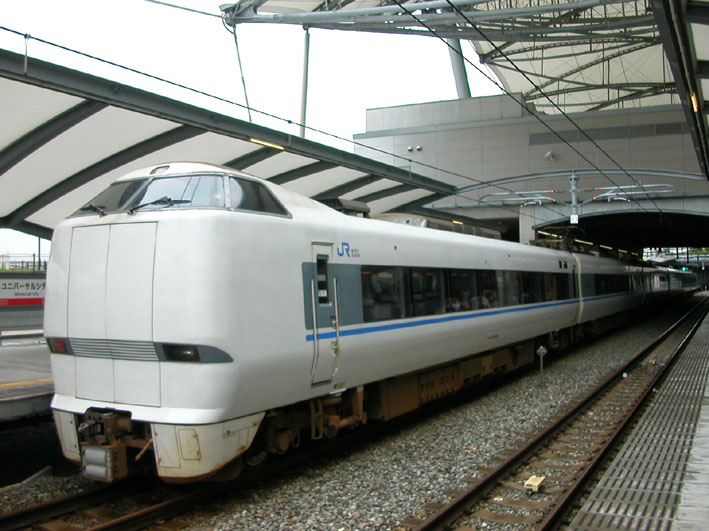
臨時特急「ユニバーサルエクスプレス」（ユニバーサルシティ駅）

北陸方面からユニバーサル・スタジオ・ジャパン（USJ）への集客を目的に、富山駅 - ユニバーサルシティ駅間で運転されていた臨時列車。新大阪駅からは大阪駅（高架ホーム）を経由せず梅田貨物線・大阪環状線・桜島線（JRゆめ咲線）経由で運転されていた。USJが開業した年の2001年7月から「サンダーバード」94号として運転を開始し、2002年の春から「ユニバーサルエクスプレス」として1日1往復が運転されるようになった。運転開始当初は通年運転で、のちに夏と冬に限定されていたが、2010年の春以降は運転されていない。
全区間6両編成の全車座席指定席で、途中の停車駅は、新大阪駅・京都駅・敦賀駅・武生駅・福井駅・加賀温泉駅・小松駅・金沢駅・高岡駅であった。

### おわら

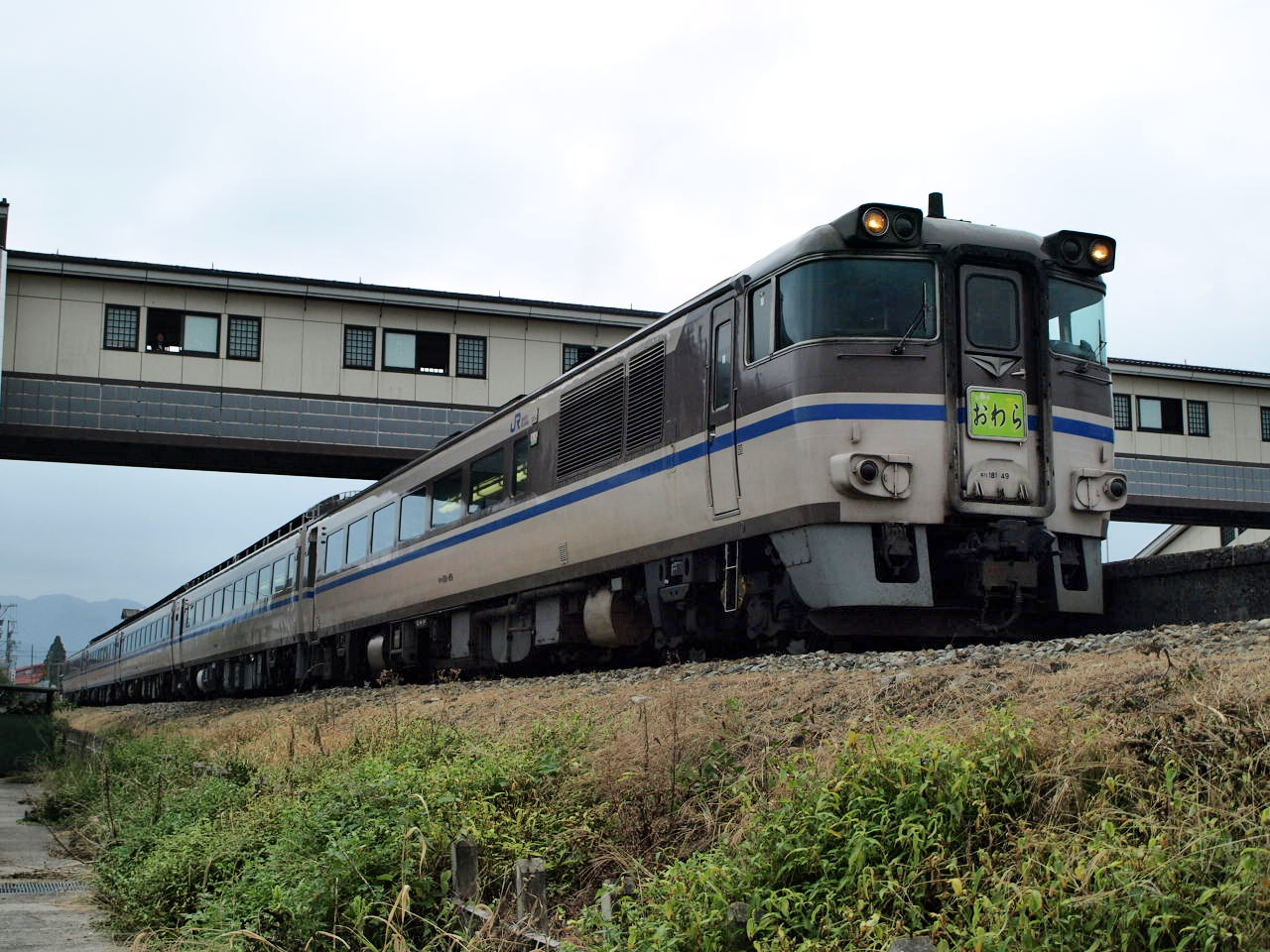
キハ181系「おわら」

富山県富山市八尾地域で「おわら風の盆」が開催される時期に合わせて、富山駅から高山本線を経由して越中八尾駅まで運転されていた列車である。
京都総合運転所配置のキハ181系気動車の5両編成で、全車座席指定席となっていた。また、同車の間合い運用として富山駅 - 越中八尾駅・猪谷駅に臨時快速列車が設定されていたこともある。キハ181系が2011年度をもって全て廃車となったため、2011年以降は設定されなくなった。
2003年から2010年まで、下りは9月1日 - 9月3日、上りは9月2日 - 9月4日に運転されていた。2003年から2005年は大阪駅発着が1往復（1・4号）と金沢駅発着が1往復（2・3号）運転されていたが、2006年には金沢駅発着列車を福井駅発着に変更して1往復（2・3号）運転、2008年からは福井駅発着が大阪駅発着に変更されており、2往復（1 - 4号）が運転されていた。上りは越中八尾駅を日付が変わった深夜に出発し、そのうち大阪駅行きの列車（2005年までは4号、2006年は2号）に関しては夜行列車となった。
停車駅は次の通りであった。
- 大阪駅発着列車（2008年の2・3号をのぞく）： 大阪駅 - 新大阪駅 - 京都駅 - 越中八尾駅
- 金沢駅発着列車：金沢駅 - 越中八尾駅
- 福井駅発着列車：福井駅 - 芦原温泉駅 - 加賀温泉駅 - 小松駅 - 松任駅 - 金沢駅 - 高岡駅 - 越中八尾駅
- 2008年の2・3号：大阪駅 - 新大阪駅 - 京都駅 - 敦賀駅 - 福井駅 - 芦原温泉駅 - 加賀温泉駅 - 小松駅 - 松任駅 - 金沢駅 - 高岡駅 - 越中八尾駅

### ふるさと雷鳥
2001年3月ダイヤ改正により、かつて大阪駅 - 青森駅間で運転していた「白鳥」1往復と、新潟駅発着の「雷鳥」3往復の金沢駅以東が「北越」に統合されて新潟駅発着の「雷鳥」が廃止された。しかし、大阪駅 - 新潟駅間でお盆・年末年始・ゴールデンウイークなど多客時に運転する臨時列車として、2001年秋に「雷鳥」として設定されていたが、2002年の夏から「ふるさと雷鳥」として2009年ゴールデンウィークまで運転されていた。車両は、当初は京都総合運転所の485系、2005年夏の運転より金沢総合車両所所属の489系ボンネット車が使用された。
途中の停車駅は、新大阪駅・京都駅・敦賀駅・福井駅・小松駅・金沢駅・高岡駅・富山駅・魚津駅・糸魚川駅・直江津駅・柏崎駅・長岡駅・見附駅・東三条駅・加茂駅・新津駅であったが、2003年度から大阪駅 - 金沢駅間は「雷鳥」の基本の停車駅になり、金沢駅 - 新潟駅間の停車駅に泊駅が追加された。

### エキスポ雷鳥
1990年4月1日 - 9月30日の間で開催された、大阪市鶴見区および守口市にある鶴見緑地で行われた国際花と緑の博覧会（花博）へのアクセス向上を図るため、富山駅と京橋駅との間を運転する臨時列車。運転日は1往復が設定されていた。新大阪駅からは大阪駅（高架ホーム）を経由せず梅田貨物線・大阪環状線天王寺駅を経由して京橋駅とを結んでいた。
運転日は、1990年4月1日・7日・8日・14日・15日と22日から7月15日の土曜・休日と、7月21日 - 8月7日と10日 - 20日の毎日、25日 - 9月30日の土曜・休日で、上りは富山駅発6:54・京橋駅着11:33、下りは京橋駅発17:08（日にちにより17:13）・富山駅着22:02のダイヤであった。
停車駅は、京橋駅 - 天王寺駅 - 新大阪駅 - 京都駅 - 敦賀駅 - 武生駅 - 鯖江駅 - 福井駅 - 芦原温泉駅 - 加賀温泉駅 - 小松駅 - 金沢駅 - 石動駅 - 高岡駅 - 小杉駅 - 富山駅。
また、これ以外にも花博開催期間中は直線距離での最寄り駅である茨木駅に一部の「雷鳥」が臨時停車していた。

### 富山地方鉄道直通列車

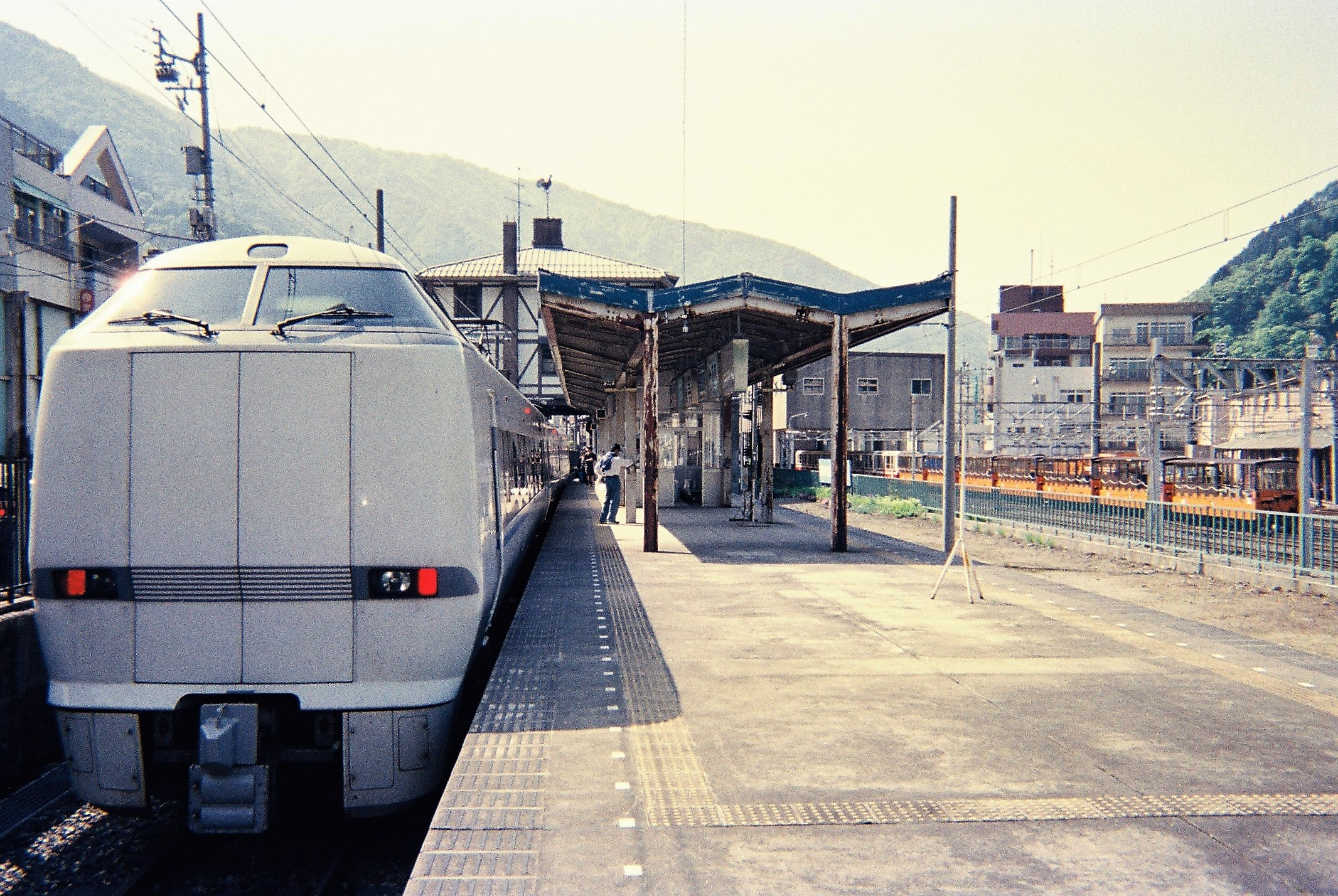
「サンダーバード宇奈月」として延長運転された大阪行サンダーバード34号（1998年5月 宇奈月温泉駅）

京阪神地区から立山黒部アルペンルートを結ぶ列車として、富山駅から富山地方鉄道に直通運転していた時期があった。
大阪や京都などの主要駅で立山や宇奈月温泉といった地名が放送される効果が絶大だったこともあり、特に宇奈月温泉の旅館業者から復活要求が強く出されていた。JR西日本も国鉄時代の実績があったことから復活に前向きとなり、1990年7月21日、定期の雷鳥の後部にキハ65形エーデル車を併結した「リゾート立山」が大阪駅 - 富山地方鉄道立山線立山駅間で運行を開始、翌年には「リゾート宇奈月」が大阪駅 - 富山地方鉄道本線宇奈月温泉駅間で運行を開始した。これらの列車は、富山駅までは雷鳥と併結して走り、地鉄線内のみを単独走行した。
1991年9月には七尾線電化とスーパー雷鳥基本編成の和倉温泉乗り入れ開始に合わせ、リゾート立山・宇奈月に代わって485系のスーパー雷鳥付属編成が地鉄乗り入れを開始した。それぞれ「スーパー雷鳥立山（神戸～立山間、スーパー雷鳥1号・8号からの延長運転）」「スーパー雷鳥宇奈月（大阪～宇奈月温泉間、スーパー雷鳥7号・38号からの延長運転、大阪～金沢で和倉温泉発着編成と併結）」の愛称が付けられた。翌年7月からは、この485系を使用した夜行急行「リゾート立山」も運転された。前年まで運転されていた特急と同じ愛称が付けられたこの列車もまた、立山駅到着後に富山駅まで回送されスーパー雷鳥の運用に戻る、冬季は列車名を「シュプール立山」に変えて運転された。
1995年4月には地鉄乗り入れ車両を485系から681系に変更、愛称も「スーパー雷鳥立山（サンダーバード）」「スーパー雷鳥宇奈月（サンダーバード）」となった。そして1997年3月22日のダイヤ改正から1999年12月4日のダイヤ改正までは、「サンダーバード立山（1号・40号からの延長）」「サンダーバード宇奈月（7号・34号からの延長）」として運転されていた。
利用率が35%以下と低迷していたことや、681系への置き換え後は電圧降下に悩まされていたこと、JRでは車両特性が山岳線に合わず付属編成に故障が多発していたこと、ワンマン化の影響などにより、富山地方鉄道直通列車は廃止された。

### シュプール雷鳥信越
信州方面へのスキー客輸送のため、2004年度・2005年度は黒姫駅 → 大阪駅間で「シュプール雷鳥信越」が運転されていた。途中の停車駅は、新大阪駅・京都駅・糸魚川駅・直江津駅・新井駅・妙高高原駅で、列車の運転時刻に合わせて主要駅からスキー場までのスキーバスに接続していた。

### 信州号・トレッキングエクスプレス
信州方面への登山やトレッキングへのアクセスとして、1989年以降、神戸駅発着の「スーパー雷鳥」が信越本線経由で長野駅まで延長運転されていた列車があり、この列車は「スーパー雷鳥・信越」として運転され、その後681系が登場してからは「スーパー雷鳥信越サンダーバード」として運転された。また、2002年のお盆を除く夏休み期間中の日曜日に信州方面から京阪神地区へ「信州号」が、妙高高原発大阪行として1本運転されていた（往路は急行「信州トレッキング号」として運転）。2003年は「トレッキングエクスプレス」に改められ、大阪駅 - 糸魚川駅間で運転を行い、土曜日に大阪発糸魚川行きが、日曜日に糸魚川発大阪行きがそれぞれ485系6両編成（全車指定席）により運転されており、糸魚川駅では白馬方面からのバスに接続するなど、信州地区の観光地とのアクセスも強化していた。

## 利用状況
京阪神 - 北陸間の流動は用務客や観光客などが多く、2018年度の湖西線特急（京都 - 敦賀間）の1日下り片道平均乗車数は9,213人で、バブル崩壊後の1995年度から観光利用を中心に減少傾向にあるが、JR西日本の特急列車運行区間としては瀬戸大橋線（岡山 - 児島間）に次いで2番目に利用が多い。
朝の上り、夜の下りを中心に湖西線内の堅田駅・近江今津駅に停車する列車があり、湖西線から大阪方面の通勤利用に対応している。湖西線内では定期券・回数券との組み合わせ限定の「湖西通勤回数特急券」（特急回数券） も発売されている。
2015年3月の北陸新幹線金沢開業に際して当列車の金沢以東（七尾線直通を除く）の運行が廃止され、関西方面と富山の間の鉄道利用は新幹線の乗り継ぎを前提とする形に変更されたが、これに関連して富山からの上り始発列車での大阪到着が遅くなること、実質的な料金上昇となることなど、利便性が低下する点が指摘されている。
北陸3県と新潟地方の間には一定の流動があり、系統分離後も北陸地区で特急同士の乗り継ぎも可能な「新潟往復きっぷ」が発売されていた が、北陸新幹線金沢開業に伴い廃止され、新幹線利用を前提とした「新潟自由席往復きっぷ」（JR西日本）・「しらゆき・北陸往復きっぷ」（JR東日本） に変更されている。

## 京阪神対北陸優等列車

### 概説

#### ゆのくに
大阪駅 - 金沢駅間で週末に運転される臨時列車として運転を開始した準急列車である。急行「北陸」の混雑緩和と京阪神から北陸方面への温泉観光輸送の目的として設定されたが、時間帯の良さと料金の安さが好評で年間の乗車率は高く、1954年に週末運転から隔日運転に変更され、さらに1955年には定期列車化された。1956年から名古屋方面に直通する車両の連結が行われ、これは北陸地方と中京圏を結ぶ優等列車の誕生につながった。1963年に急行列車化とともに、471系の電車運転に変わったのち、1965年に「加賀」に統合されて一旦廃止された。
1968年に「ゆのくに」は大阪駅 - 金沢駅・輪島駅間を結ぶ急行列車として列車名が再度使用されることになる。大阪 - 金沢間の列車には471系電車が引き続き使用されたが、七尾線に直通する列車についてはキハ58系気動車が使用された。1970年からは気動車列車にもグリーン車の連結を開始、1972年から一部の区間で普通列車化されたものの宇出津駅まで乗り入れを開始した。1975年3月のダイヤ改正で京阪神と北陸を結ぶ優等列車の大半が湖西線経由になった後も、米原駅経由で運転された。「雷鳥」の増発が進められ、1978年に気動車列車が廃止された後、1982年にすべて廃止された。

#### 立山

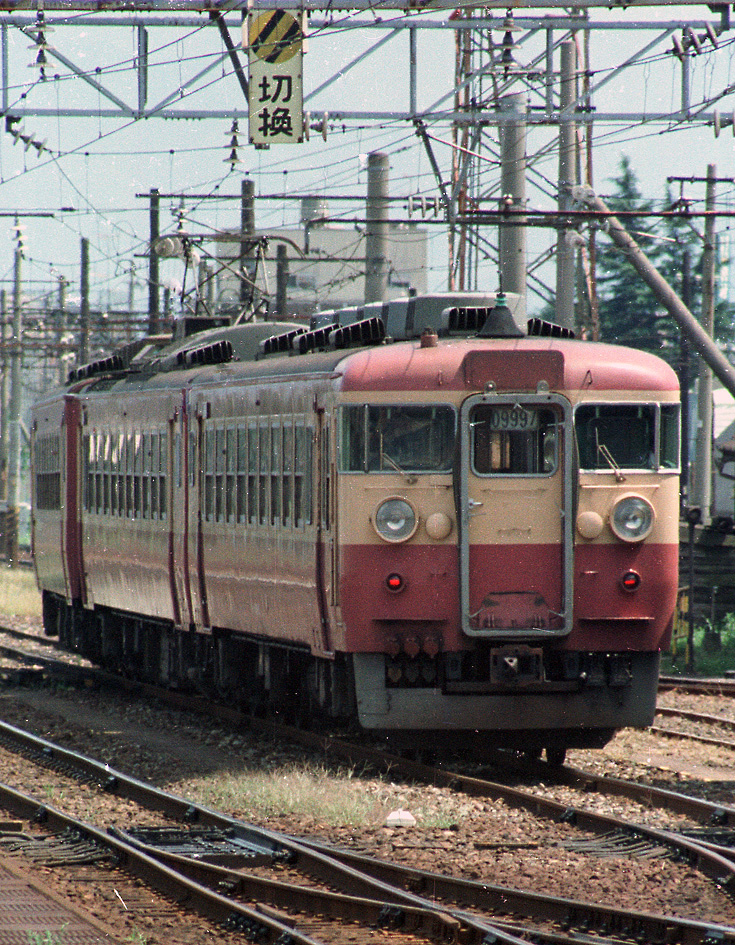
富山地方鉄道に入る 475系急行「立山」（1982年 富山駅）

上野駅 - 長岡駅 - 大阪駅間で運転されていた急行「北陸」が1956年11月のダイヤ改正によって上野駅 - 福井駅間に短縮されたため、大阪方面への代替として運転を開始した列車。1965年に電車化された。湖西線開通後の1975年3月のダイヤ改正で、「雷鳥」とともに湖西線経由となった。しかし、その後の「雷鳥」の増発に伴って本数では大きく差を付けられる。1982年11月のダイヤ改正で「雷鳥」に編入される形で定期運行がなくなり、583系電車による夜行の臨時列車1往復のみとなったが、それも1985年3月に廃止された。定期運行の末期は富山駅以東で快速列車として運転する列車もあり、糸魚川駅や富山地方鉄道にも乗り入れていた。
国鉄時代における富山地方鉄道乗り入れの廃止理由は、急行の特急格上げと当時は短編成で走れる特急形が存在しなかったためでもある。
列車名は、飛騨山脈（北アルプス）北部に位置している立山が由来となっている。

#### 加賀

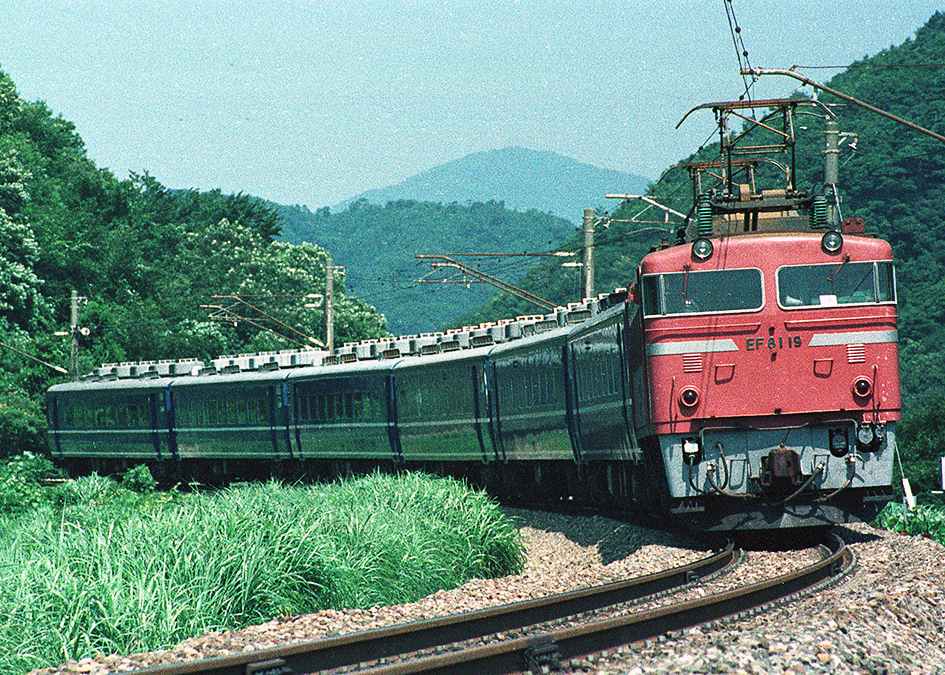
EF81 19けん引 14系座席車急行「加賀」（1985年 新疋田駅付近）

「ゆのくに」の混雑緩和を図る目的で1961年に大阪駅 - 金沢駅間で運転を開始した。金沢行きは土曜日・日曜日に、大阪行きは土曜日・日曜日・月曜日に運転され、EF58形・ED70形・DF50形などの機関車に牽引された43系客車で、全車指定席の9両編成で運転されていた。北陸トンネルの開通を機に金沢行きの列車は金曜日にも運転されるようになり、北陸本線が金沢駅まで電化されると「ゆのくに」と同時に急行列車化されたが、1968年に「ゆのくに」に統合されて廃止された。
その後1970年以降、繁忙期における大阪－金沢間の臨時客車急行列車として1991年まで運転していた。

#### 越前・くずりゅう
1962年に北陸トンネルの開業にあわせたダイヤ改正により、大阪駅 - 金沢駅間の急行列車として運転を開始し、当時は気動車で1往復運転されていた。この列車の運転に際しては、福井県・石川県の鉄道債券に依存したため、金沢駅発着とし、列車名は福井県の旧国名が採用された。なお、福井駅からの着席サービスのため、金沢駅 → 福井駅間のうち2両は回送扱いで運転されていた。
1963年に大阪駅 - 金沢駅間の急行「越前」は「加賀」に統合されたが、「越前」は敦賀駅 - 金沢駅間の準急列車で使用されることになった。敦賀第二機関区の入出区を兼ねた列車であったが、わずか6カ月で廃止され「くずりゅう」に統合され、再び大阪駅 - 金沢駅間の急行列車として使用されることになった。しかし、同区間の急行列車の名称も1965年に「加賀」に統一された。
「越前」から改称された「くずりゅう」も、上野駅 - 福井駅間の運転区間に変更された「白山」と運転時刻が似通っていたため、1965年10月に廃止された。

#### 越山
北陸本線の金沢駅 - 富山駅間の電化により1964年に運転を開始したが、同区間を客車で運転されていた「立山」が電車で運転されるのにあわせて1965年に統合され、わずか1年で廃止された。

#### 雷鳥・スーパー雷鳥

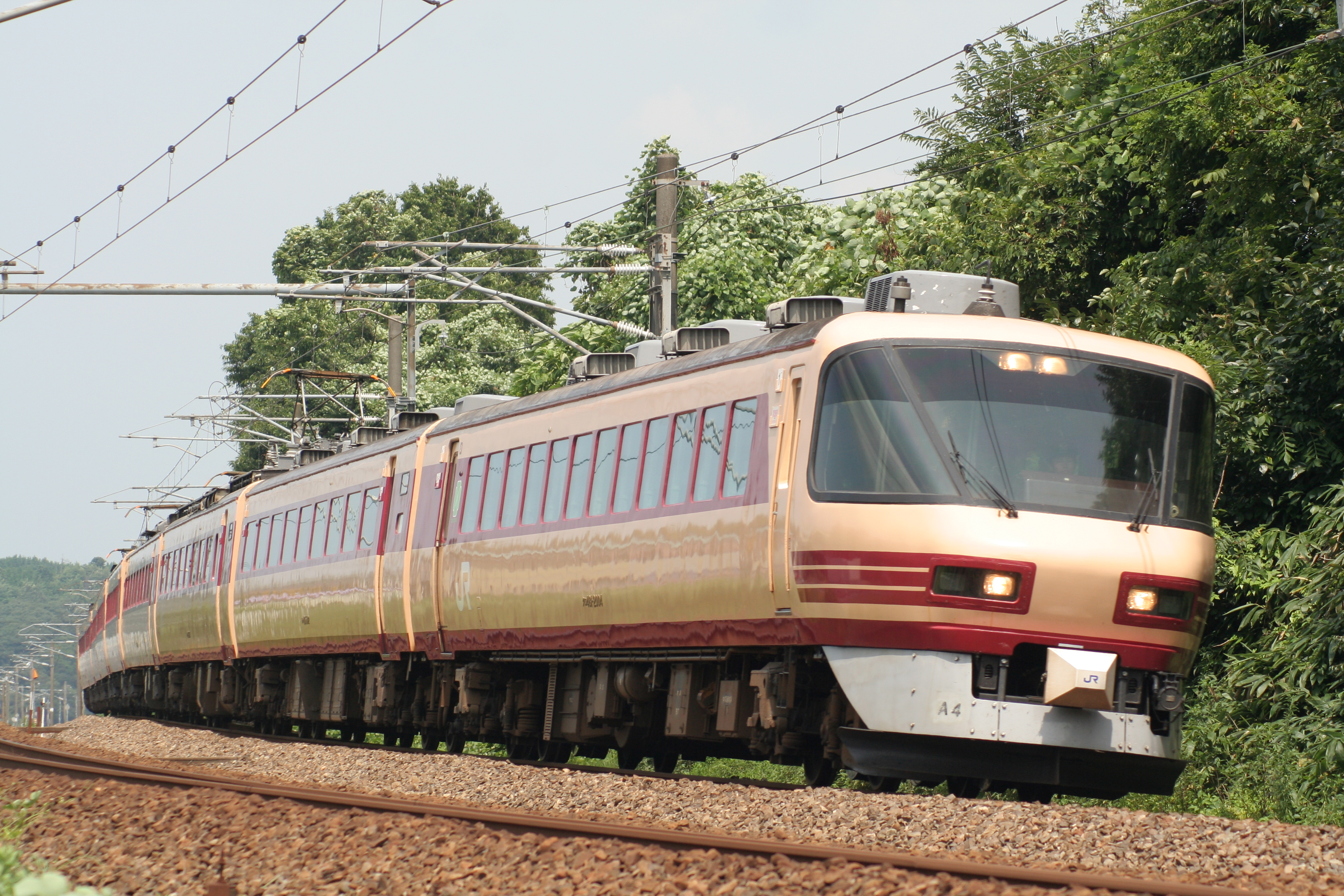
パノラマグリーン車連結の「雷鳥」
（2010年8月）

特急「雷鳥」は北陸本線の金沢駅 - 富山駅間の電化にあわせて、1964年10月1日のダイヤ改正において大阪駅 - 富山駅間でダイヤが設定されたが、向日町運転所（のち京都総合運転所、現在の吹田総合車両所京都支所）所属の481系の完成が遅れ、同年12月25日から11両編成（グリーン車2両、食堂車1両を含む）で運転を開始した。
1971年からは、向日町運転所に先行配置された489系11両編成（グリーン車2両、食堂車1両を含む）も485系と共通で使用され、1972年3月15日ダイヤ改正からは12両編成化の上で485系と運用が分離され、特急「白山」と共通で組まれたが、1973年10月1日改正で489系の車両配置が金沢運転所（現在の金沢総合車両所）に移管された。なお、向日町所属編成も1976年7月までに12両編成化がなされている他、金沢運転所持ちの運用には「しらさぎ」と共通の485系（向日町所属編成と同一組成）も使用されるようになった。
1978年10月2日には、「白山」の食堂車が廃止となり別編成となった関係で489系との共通運用が不可能となったため、「しらさぎ」から移管される形で向日町所属の581・583系12両編成（グリーン車1両、食堂車1両含む）が4往復で運用を開始したが、485系と比較して座席などの設備が不評であったことから、1982年11月15日以降2往復に縮小された。なお、定期運用からは1985年3月13日限りで運用が終了したが、以後も代走や多客期の臨時列車として充当される場合があった。
1982年11月15日ダイヤ改正では、食堂車が復活した「白山」との金沢運転所の489系の共通運用が再開されたが、こちらはグリーン車は1両のみの連結となった。
1985年3月14日以降、食堂車が廃止のうえ全列車が向日町所属の485系10両編成（グリーン車1両含む）で運用されるようになった。一部では普通車に代えて、食堂車を改造した4人用座敷風グリーン個室「和風車だんらん」を連結するものもあった。この「和風車だんらん」は1989年3月10日で運用を終了したが、「ラウンジカー」（半室グリーン車）に再改造され、「雷鳥」にパノラマ型グリーン車と「ラウンジカー」を連結した「スーパー雷鳥」として翌3月11日に運転を開始した。
「スーパー雷鳥」運転開始と同時に、485系は「ゆぅトピア和倉」・「リゾート立山」等のキハ65系気動車を併結した列車を除いて湖西線及び北陸トンネル上り線内の最高速度が130 km/hに引き上げられ、「スーパー雷鳥」は大阪駅 - 金沢駅間は最速2時間39分で運転された。この130 km/h運転は485系では600メートル条項をクリアできなかったため、ブレーキ距離750 m以内に停止することを条件に、600メートル条項を除外する特認を受けたものである。当初7両編成で運転を開始したが、乗車率の高さからのちに9両編成に、七尾線電化後は基本7両編成+付属3両編成の10両編成に増強されている。
1986年11月1日以降、東日本旅客鉄道（JR東日本）の上沼垂運転区（現在の新潟車両センター）所属の485系1000番台・1500番台9両編成（グリーン車1両含む）が「雷鳥」の運用に加わった。
「雷鳥」の晩年は京都総合運転所所属の485・489系電車の6両編成（489系は先頭車のみ）、多客時には9両編成で運転されていた。「スーパー雷鳥」から転用したパノラマ型グリーン車をはじめ、リニューアル車を組み込んだ編成が多かった。「雷鳥」に運用される485系電車の行先表示器字幕は日本国有鉄道（国鉄）時代からのものをそのまま用いており、JR西日本オリジナルの黒地字幕には交換されていなかった。また、指定席の2・3号車間にはトイレ・洗面所の設備がなかった。
「スーパー雷鳥」は2001年3月3日の683系投入により廃止、「雷鳥」は2011年3月12日に使用車両が681系・683系に統一されたことにより「サンダーバード」に統合されて廃止された。
「雷鳥」の列車名は、富山県の立山連峰の高山地帯に生息し、富山県の県鳥でもある特別天然記念物の「ライチョウ」に由来する。

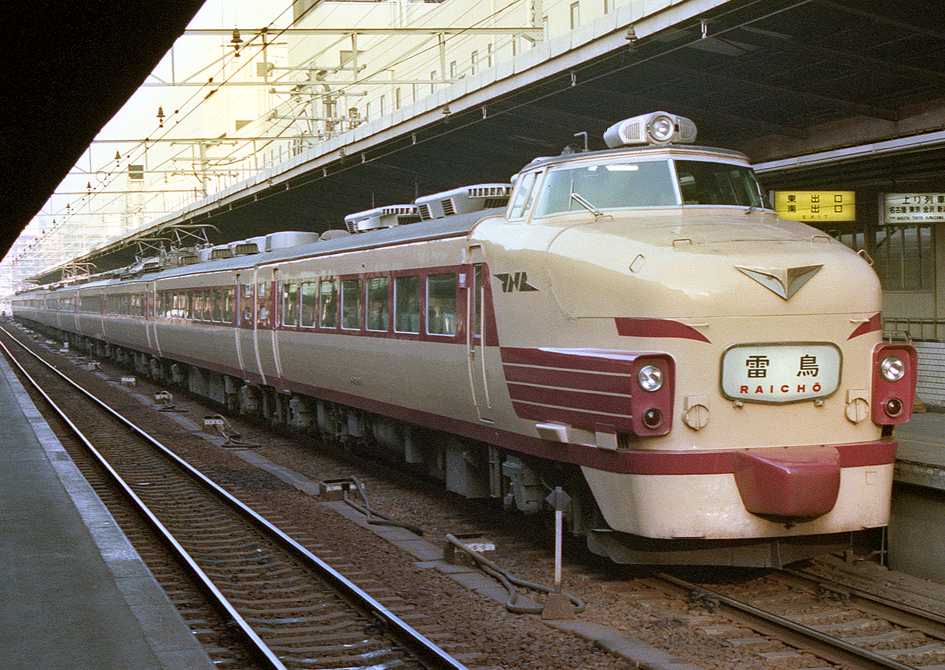
485系（ボンネット車）
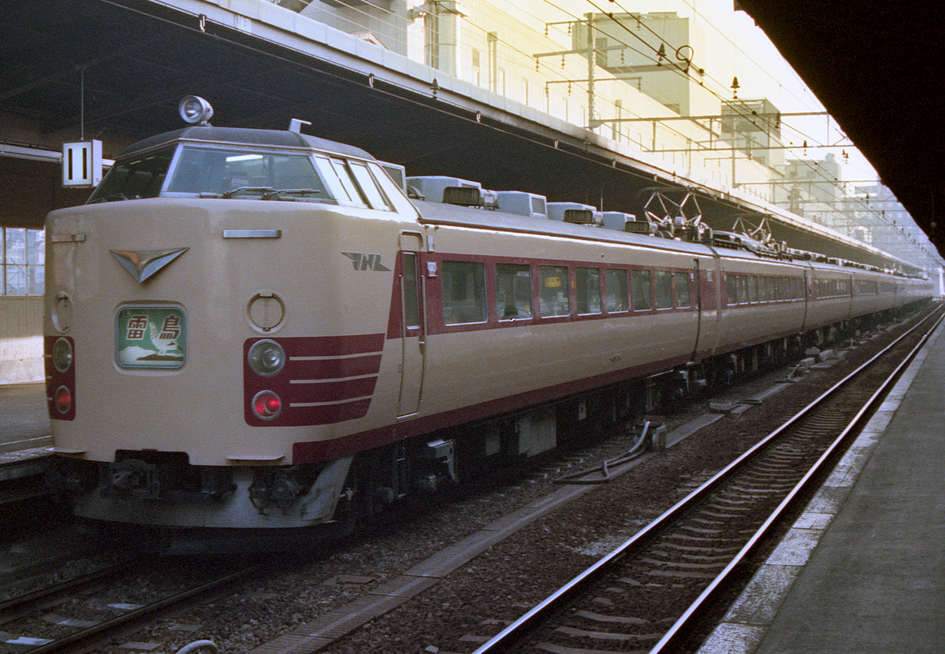
485系（非貫通車）
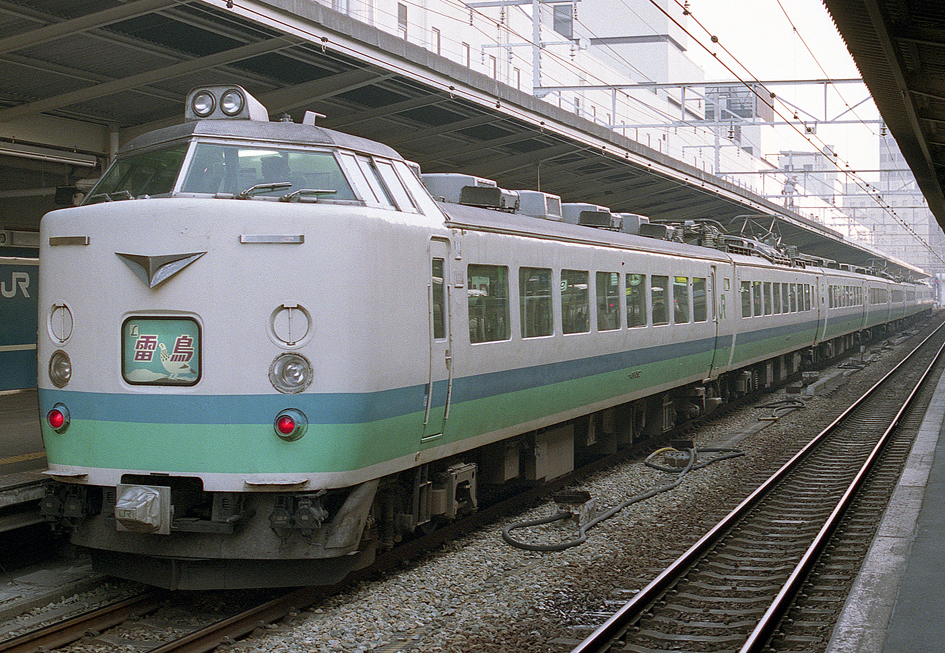
485系上沼垂色
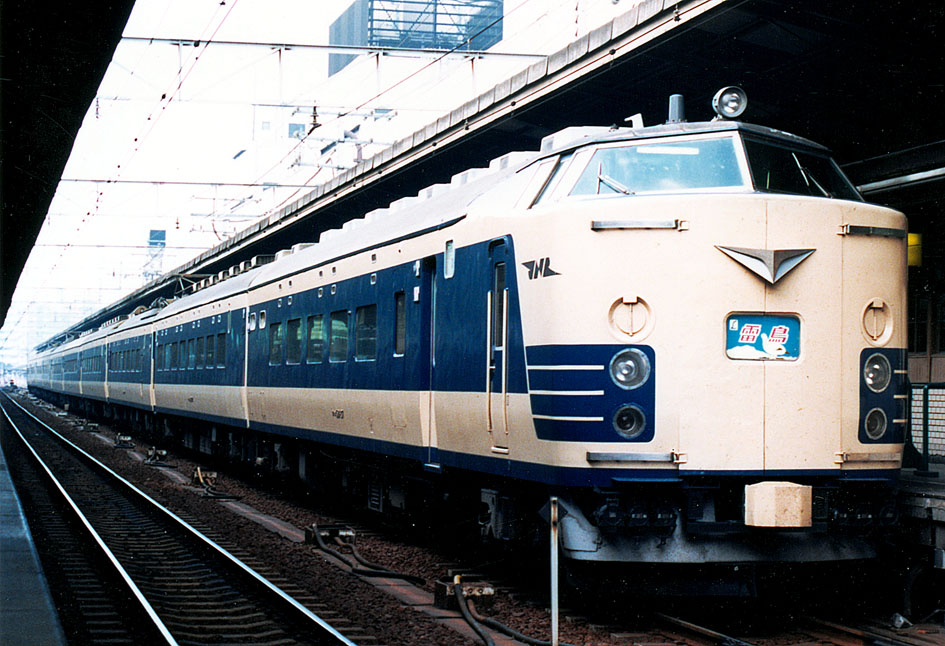
583系
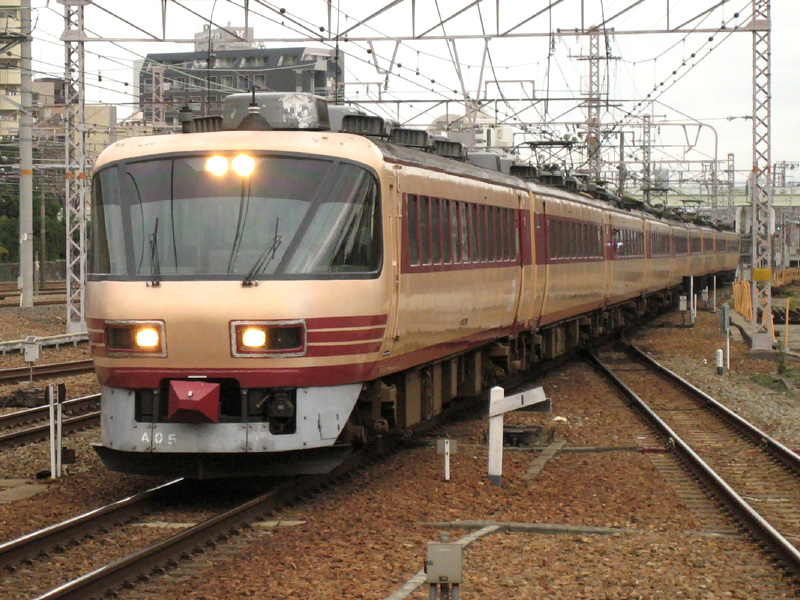
485系（パノラマグリーン車）
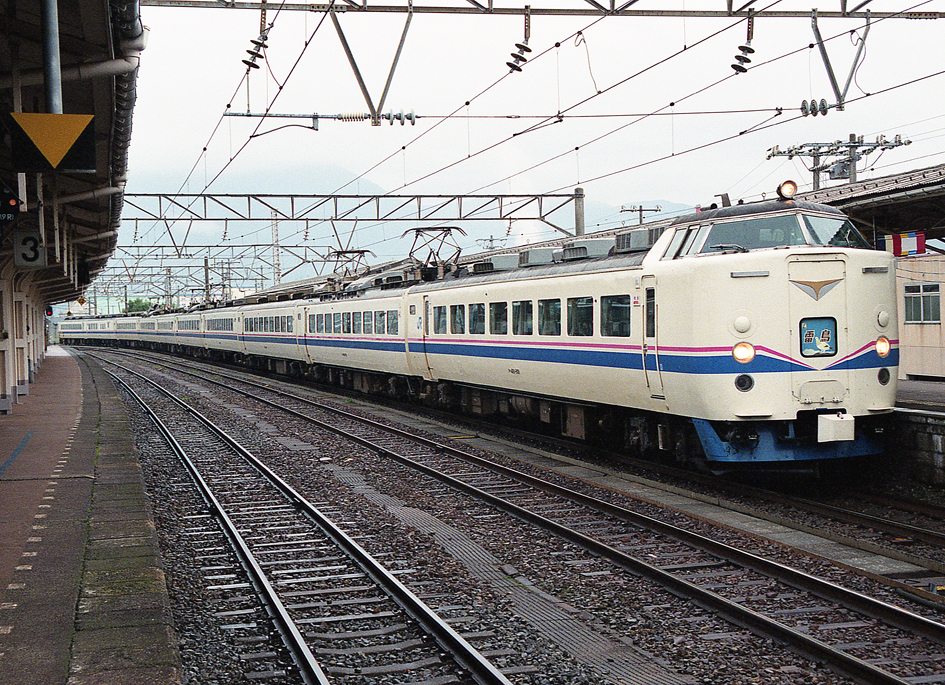
485系スーパー雷鳥色（貫通車）

## 沿革

### 戦後復興期
- 1949年（昭和24年）7月1日：上野駅 - 金沢駅間の夜行急行列車601・602列車の運行区間が大阪駅まで延長。翌1950年（昭和25年）に「北陸」（ほくりく）の名称が与えられる。
- 1952年（昭和27年）10月1日：週末運転の臨時列車として準急「ゆのくに」が大阪駅 - 金沢駅間で運転開始。
- 1955年（昭和30年）7月20日：「ゆのくに」が定期列車化。
- 1956年（昭和31年）11月19日：「北陸」の運転区間が上野駅 - 福井駅間に短縮され、大阪駅 - 富山駅間が急行「立山」（たてやま）として分離される。
- 1959年（昭和34年）10月1日：大阪駅 - 金沢駅間で週末に運転される臨時列車として準急「加賀」（かが）が運転開始。
- 1961年（昭和36年）10月1日：北陸本線初の特急列車として「白鳥」（はくちょう）が、大阪駅 - 富山駅間で準急「つるぎ」が運転開始（高岡駅 - 富山駅間は普通列車）。
- 1962年（昭和37年）6月10日：大阪駅 - 金沢駅間で準急「越前」（えちぜん）が運転開始。

### 北陸本線電化
- 1963年（昭和38年）4月20日：同年4月4日に北陸本線福井駅 - 金沢駅間交流電化完成および15日の武生駅 - 鯖江駅間複線化完成により、以下のように変更される。
  - 大阪駅 - 新潟駅間で急行「きたぐに」が運転開始。
  - 「ゆのくに」「加賀」「つるぎ」が急行列車化。「ゆのくに」と「加賀」の差異は「ゆのくに」が全車両座席指定制で、「加賀」のうち1往復は夜行列車であった。
  - 「越前」が「くずりゅう」に統合され、新たに敦賀駅 - 金沢駅間で準急「越前」が運転開始。
  - 大阪駅 - 七尾線和倉駅（現在の和倉温泉駅）間で急行「奥能登」（おくのと）が運転開始。
ただし、「奥能登」の上り始発駅は輪島駅であり、かつ金沢駅以北は準急列車として運行。また、大阪駅 - 金沢駅間は「きたぐに」との併結運転とした。
- 1964年（昭和39年）10月1日：東海道新幹線開業に伴うダイヤ改正により、次のように変更（1964年10月1日国鉄ダイヤ改正）。
  - 大阪駅 - 富山駅間で特急「雷鳥」（らいちょう）1往復が運転開始。
ただし、専用車両となる481系電車の落成が遅れたため、運転開始は同年12月25日まで遅れた。また、名古屋駅発着の「しらさぎ」も設定されるが、同様に運行開始が遅れた。
  - 大阪駅 - 富山駅間で急行「越山」（えつざん）が運転開始。
  - 「越前」は「くずりゅう」に変更され、新たに大阪駅 - 金沢駅間で急行「越前」が運転開始。同区間の急行列車は、昼行列車は「越前」と「ゆのくに」に、夜行列車は「加賀」になる。
- 1965年（昭和40年）10月1日：ダイヤ改正に伴い、以下のように変更する。
  - 「白鳥」の上野駅発着編成が「はくたか」として分離。
  - 「越山」が「立山」に統合されて廃止。
  - 大阪駅 - 金沢駅間の昼行急行列車が「加賀」に統一。
- 1966年（昭和41年）
  - 3月5日：準急制度の変更に伴い、「奥能登」の全区間が急行列車化。
  - 10月1日：「加賀」の1往復が「雷鳥」に変更され、「雷鳥」は2往復に、「加賀」は1往復になる。
- 1967年（昭和42年）
  - 3月18日 - 5月7日：毎週土・日曜とゴールデンウィークに臨時「雷鳥」を「はくたか」の運用間合いによるキハ80系気動車で1往復運転。
  - 10月1日：臨時列車として「加賀」が2往復増発。

### 「ヨンサントオ」改正
- 1968年（昭和43年）10月1日：「ヨンサントオ」と称されるダイヤ改正に伴い、以下のように変更する。
  - 「雷鳥」は1往復増発され、3往復になる。
  - 「加賀」「奥能登」が廃止され、「ゆのくに」に統合される。
  - 「きたぐに」の名称を「越後」（えちご）に変更する。
- 1969年（昭和44年）10月1日：ダイヤ改正により大阪駅 - 金沢駅間で「雷鳥」が1往復増発され、4往復になる。大阪駅 - 新潟駅間で臨時列車として特急「北越」（ほくえつ）が運転開始。
- 1970年（昭和45年）
  - 3月1日：「北越」が定期列車化。
  - 3月1日 - 9月13日：日本万国博覧会（大阪万博）開催に伴い、「万博東口駅」の副称を与え会場最寄駅となった茨木駅に一部の特急・急行が臨時停車（大阪万博の交通#日本国有鉄道（国鉄）も参照のこと）。
  - 10月1日：ダイヤ改正に伴い、以下のように変更される。
    - 大阪駅 - 富山駅間で「雷鳥」が1往復増発され、5往復になる。
    - 「立山」の一部列車の運行区間を糸魚川駅と、観光シーズンに限り富山地方鉄道立山線立山駅まで延長する。
    - 一部列車が加賀温泉駅に停車するようになった（動橋駅・大聖寺駅への停車は取りやめ）。
- 1971年（昭和46年）4月26日：「ゆのくに」の七尾線乗り入れ列車のうち、上り列車の始発駅が珠洲駅に変更。
- 1972年（昭和47年）
  - 3月15日：ダイヤ改正により、次のように変更（1972年3月15日国鉄ダイヤ改正）。
    - 「雷鳥」が2往復増発され、8往復になる。ただし、1往復は車両の手配が間に合わず、運転開始は同年6月4日からとなる。
    - 「立山」1往復が富山地方鉄道線宇奈月温泉駅まで観光シーズンに限り乗り入れ。
    - 「ゆのくに」の急行区間が大阪駅 - 穴水駅間に変更（穴水駅 - 輪島駅・宇出津駅間は普通列車）。

  - 10月2日：「ゆのくに」「立山」の季節列車が特急「雷鳥」として2往復増発され、10往復になる。「つるぎ」が特急列車になる。
- 1973年（昭和48年）3月1日：大阪駅・金沢駅 - 新潟駅間で「北越」がそれぞれ1往復増発（金沢駅 - 新潟駅間の列車は毎日運転の臨時列車）。

### 湖西線開業と総特急化

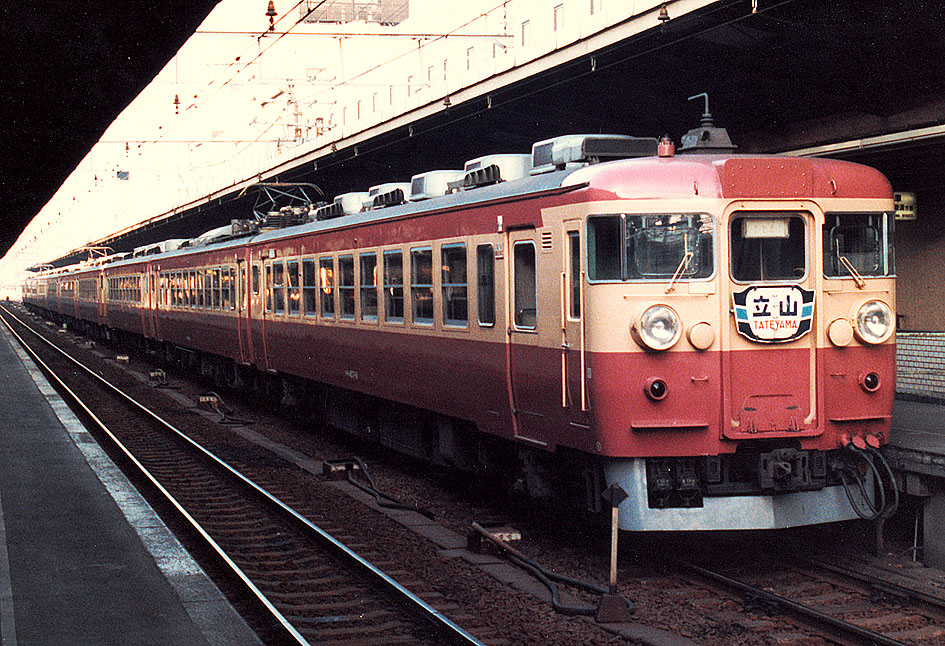
475系 急行「立山」（1982年 大阪駅）

- 1975年（昭和50年）3月10日：ダイヤ改正に伴い、以下のように変更される。
  - 大阪駅発着の優等列車は「ゆのくに」・「越後」・「きたぐに」をのぞいて米原駅経由から湖西線経由に変更。
  - 大阪駅発着の優等列車のほとんどが湖西線経由に変更されたため、米原駅 - 金沢駅・富山駅間で「加越」が運転開始。
  - 「立山」「ゆのくに」の1往復が「雷鳥」に統合され、「雷鳥」は12往復になり、エル特急に指定される。
  - 「ゆのくに」の七尾線発着の1往復が「越後」に併結。
- 1978年（昭和53年）10月2日：「ゴーサントオ」と称されるダイヤ改正に伴い以下のように変更する。
  - 大阪駅発着の「北越」2往復が「雷鳥」に統合され、「雷鳥」は16往復になる。
  - 「雷鳥」の4往復に583系の運用開始。また、「雷鳥」の583系運用列車と485系クハ481形200・300番台先頭の車両にイラストマークを使用開始。ただし当時「雷鳥」で使用されている485系先頭車は向日町運転所所属編成は初期のボンネット型車両が多く、485系でイラストマークが見られる機会は少なかった[注 8]。その後1982年頃からボンネット形車両にもイラストマークが用意されるが、向日町と金沢とで色調が異なっていた。
  - 七尾線乗り入れの「ゆのくに」と「越後」が廃止。これにより「ゆのくに」は大阪駅 - 金沢駅間の1往復になる。
- 1981年（昭和56年）3月20日 - 9月15日：富山駅 - 神戸駅間で神戸ポートアイランド博覧会観客輸送用に臨時特急「ポートピア」が運転される。
- 1982年（昭和57年）11月15日：上越新幹線開業に伴うダイヤ改正により、次のように変更（1982年11月15日国鉄ダイヤ改正）。
  - 「立山」の2往復が「雷鳥」に編入され、「雷鳥」は18往復になる。これまで「立山」1往復が停車していた安曇川駅は通過。
  - 「ゆのくに」が廃止。「立山」は夜行急行として臨時列車化。大阪駅発着の北陸本線方面の昼行急行列車が廃止される。
- 1985年（昭和60年）
  - 1月：「雷鳥」の食堂車の連結が中止。
  - 3月14日：ダイヤ改正により次のように変更。
    - 「雷鳥」に食堂車を改造した4人用座敷風グリーン個室「和風車だんらん」を一部列車に連結。
    - 583系が定期運用から撤退。
    - 「立山」が廃止。
    - 大阪駅 − 新潟駅の「雷鳥」が、滑川駅と黒部駅が新規停車。
- 1986年（昭和61年）
  - 11月1日：「雷鳥」が1往復増発されて、19往復になる。「雷鳥」26号は大阪駅 → 神戸駅間が不定期列車として設定される。小杉駅が新規停車。「白鳥」との差別化を図る為、新潟駅発着の「雷鳥」1往復のみの停車だった見附駅と加茂駅が3往復の「雷鳥」全てが停車となる。
  - 12月27日：「雷鳥」9号・28号の大阪駅 - 金沢駅間で、大阪駅 - 和倉温泉駅間の臨時特急「ゆぅトピア和倉」と併結運転開始。なお当時の七尾線は非電化であったためキハ65形気動車によるジョイフルトレイン「ゆぅトピア」を用い、大阪駅 - 金沢駅間では「雷鳥」に無動力で牽引される形態をとった。車両の送り込みのために臨時特急「ゆぅトピアライナー」も大阪駅 - 金沢駅間で運転された。

### JR発足以降の高速化

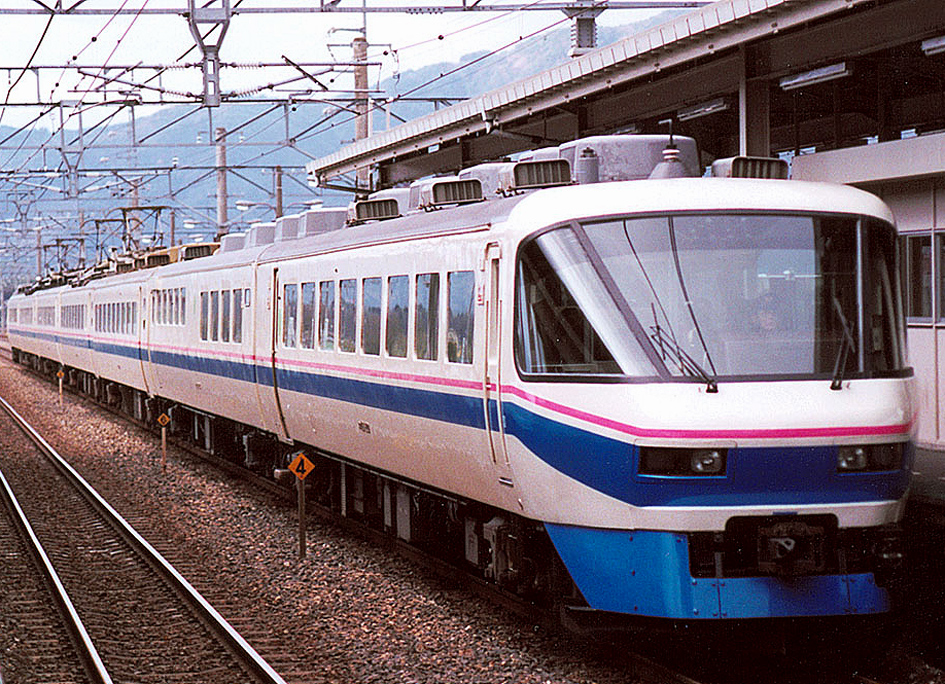
485系 特急「スーパー雷鳥」（運転開始時の7両編成、1989年）

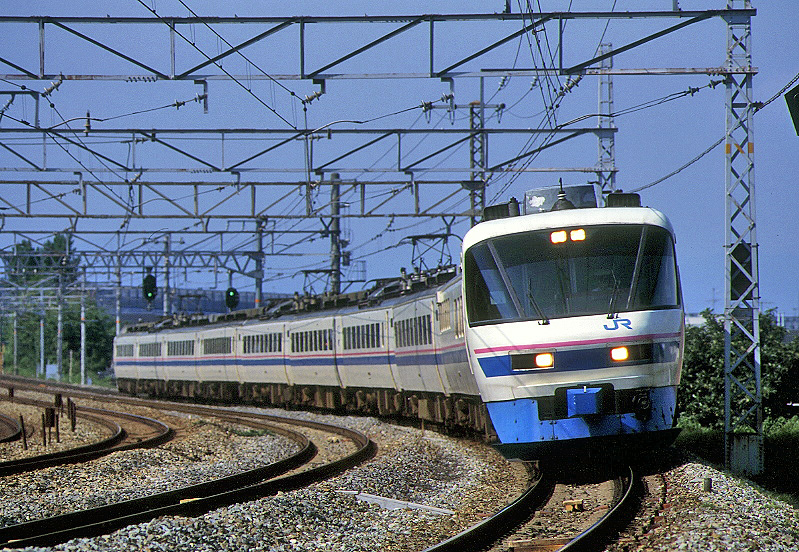
485系 特急「スーパー雷鳥」（10両編成、2000年）

- 1989年（平成元年）3月11日：ダイヤ改正により、次のように変更。
  - パノラマ型グリーン車と「和風車だんらん」を再改造した「ラウンジカー」（半室グリーン車）が連結された「スーパー雷鳥」4往復が運転開始。湖西線内および北陸トンネル上り線の最高速度が130 km/hに引き上げられ、大阪駅 - 金沢駅間は最速2時間39分で運転された。スーパーを名乗らない「雷鳥」（18往復）の列車号数は11号から始まることになった。
  - 「スーパー雷鳥」1往復が神戸駅発着で運転される。
- 1990年（平成2年）4月1日 - 9月30日：国際花と緑の博覧会へのアクセスを図るため、京橋駅発着の「エキスポ雷鳥」を運転。また、単身赴任者向けに早朝に金沢発大阪行き、金曜日の夜間に大阪発金沢行き「ホームズ雷鳥」を設定していたこともあった。
- 1991年（平成3年）9月1日：七尾線電化により、「スーパー雷鳥」「雷鳥」が和倉温泉駅まで乗り入れ開始。これにより、基本編成7両と付属編成3両の10両編成で増解結が行われた。この時点で「雷鳥」16往復、「スーパー雷鳥」7往復。「ゆぅトピア和倉」が廃止。

### 「サンダーバード」登場以降の京阪神対北陸特急群

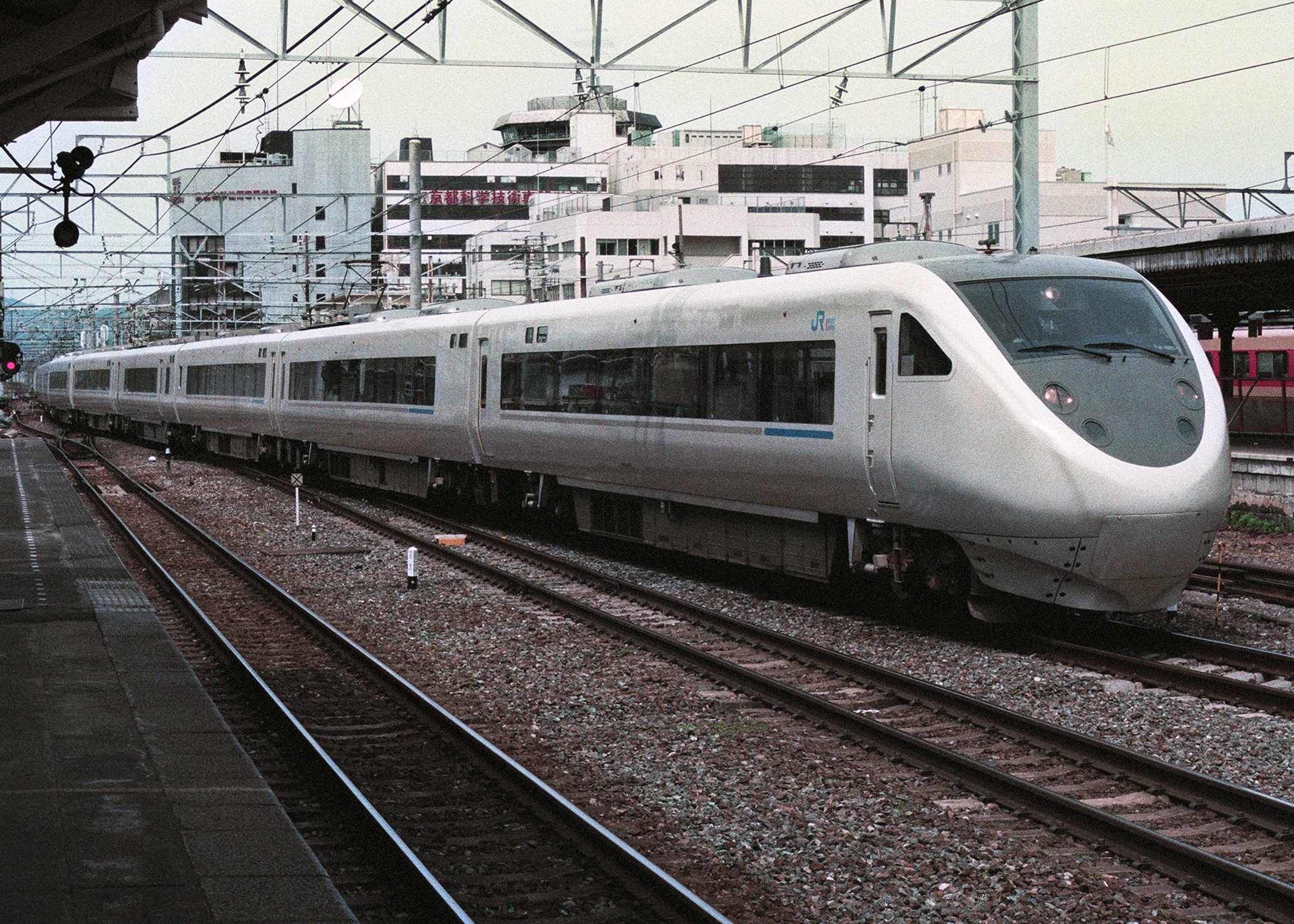
681系 試作編成 特急「雷鳥」（1993年 京都駅）

- 1992年（平成4年）12月26日：臨時「雷鳥」85・90号として、同年7月に落成され試運転などを続けていた681系の試作編成での運行を開始[31]。
時刻表などには「ニュー雷鳥」や「ハイスピード雷鳥」などと記されていた。この681系試作編成での運行は1995年（平成7年）にデビューする同系量産車登場まで運行された。
- 1995年（平成7年）4月20日：ダイヤ改正により、次のように変更。
  - 681系（車両愛称：サンダーバード）による「スーパー雷鳥（サンダーバード）」が運転開始[32]。全区間130 km/h運転の実施により、最速所要時間が大阪駅 - 金沢駅間を2時間29分、大阪駅 - 富山駅間を3時間07分に短縮。この時点で「雷鳥」11往復、「スーパー雷鳥」4往復、「スーパー雷鳥（サンダーバード）」8往復。
  - 「スーパー雷鳥」のグリーン車のみ「サンダーバード」と同じく大阪寄りを向くようになる。
  - 「雷鳥」「スーパー雷鳥」「スーパー雷鳥（サンダーバード）」の列車号数が通し番号になる。
当初3月のダイヤ改正を予定していたが、1月17日に発生した阪神・淡路大震災により車両の完成が遅れ、ダイヤ改正が延期された。
- 1997年（平成9年）3月22日：「スーパー雷鳥（サンダーバード）」が「サンダーバード」に改称。神戸始発の「スーパー雷鳥」が大阪発に見直し[広報 23]。この時点で、「雷鳥」11往復、「スーパー雷鳥」4往復、「サンダーバード」8往復。
当初、大阪駅 - 和倉温泉駅・富山駅間の「雷鳥」・「サンダーバード」は和倉温泉駅発着編成に基本編成を充当していたが、利用率などを考慮し富山駅編成に充当されるようになる。
- 1998年（平成10年）7月1日：「サンダーバード」に初めて、湖西線内主要駅停車列車が設定される[注 9]。
- 1999年（平成11年）12月4日：臨時列車の富山地方鉄道への乗り入れが廃止。
- 2001年（平成13年）
  - 3月3日：ダイヤ改正より以下のように変更[広報 24]。
    - 683系の投入により、「スーパー雷鳥」が廃止される。「サンダーバード」は15往復になる。
    - 「雷鳥」の系統を富山駅・和倉温泉駅発着の「サンダーバード」と、金沢駅発着の「雷鳥」に整理。「雷鳥」は10往復になる。
    - 「雷鳥」の新潟駅発着列車が廃止され、金沢駅 - 新潟駅間は「北越」に編入。なお、新潟駅発着は多客期のみ「ふるさと雷鳥」として運転される。
    - 「雷鳥」の自由席がこれまでの7 - 9号車から「サンダーバード」と同じ5 - 7号車に統一される。

  - 7月：「ユニバーサルエクスプレス」が運転開始。
- 2003年（平成15年）
  - 9月1日：「おわら」が運転開始。
  - 9月20日：「雷鳥」の定期列車における485系のボンネット型先頭車の運用が終了[注 10]。代わりにパノラマグリーン車が復活し、「雷鳥」のグリーン車も「サンダーバード」と同じく大阪寄りを向くようになる。「加越」から転用された非パノラマグリーン車も「雷鳥」ファミリーに同時追加。
  - 12月1日：「ビジネスサンダーバード」が運転開始[広報 5]。
- 2005年（平成17年）4月20日 - 12月31日：「サンダーバード」の運転開始から10年を記念して「サンダーバード10周年キャンペーン」が実施される[広報 25]。
- 2006年（平成18年）
  - 8月3日：滋賀電車内駅構内連続強姦事件が発生。
- 2007年（平成19年）
  - 3月18日：指定席の8号車が禁煙車化され、喫煙車両は指定席・自由席1両ずつとなる。
  - 10月1日：6両または9両編成のうち、指定席12席が女性専用指定席になる。
- 2008年（平成20年）
  - 7月1日 - 9月31日[要検証 – ノート]：『この夏は「雷鳥号」で出かけよう！』キャンペーンを実施。期間中、雷鳥号の車内で、特製駅弁「雷鳥御膳（「大友楼」が調製、2007年11月にも限定販売）」の販売を行う[広報 26]。
- 2009年（平成21年）
  - 5月：ゴールデンウィークに運転されたのを最後に「ふるさと雷鳥」は以後、設定されなくなる。
  - 6月1日：683系4000番台が運転開始。また、すべての列車が禁煙となる。
  - 10月1日：ダイヤ改正により、次のように変更。
    - 683系4000番台の追加投入により、「雷鳥」3往復が「サンダーバード」に置き換えられる[広報 27]。ただし「サンダーバード」化による所要時間の変更はない。
    - 「雷鳥」は6往復になる。同日以降は基本的にパノラマ型グリーン車を連結した編成のみ運用されるようになる[33][注 11]。「サンダーバード」にも大津京駅・松任駅に停車する列車が設定される。
- 2010年（平成22年）
  - 3月13日：ダイヤ改正により次のように変更[広報 28][広報 29]。
    - 「雷鳥」4往復が「サンダーバード」に置き換えられ、「雷鳥」は1往復に、「サンダーバード」は22往復になる。
    - 土曜・日曜運転の「雷鳥」1往復（23・22号）、日曜運転の「雷鳥」1往復（29・42号）が廃止。
    - 七尾線に乗り入れる「サンダーバード」が富山駅発着編成との併結運転が中止され、全区間グリーン車が連結された6両編成の単独運転になる。
    - 「サンダーバード」3往復が平日のみ9両編成から6両編成に減車、また「雷鳥」は6両編成となり多客期のみ9両編成での運転になる。
    - この改正と同時に「雷鳥」は市販の時刻表上でのエル特急の指定が解除され、荷物便である「雷鳥レールゴーサービス」の取り扱いも廃止される。

### 「サンダーバード」統一後
- 2011年（平成23年）3月12日：ダイヤ改正により次のように変更[広報 1]。
  - 「雷鳥」が廃止され、列車名が「サンダーバード」に統一される。
  - 大津京駅への停車を取りやめる。
- 2014年（平成26年）9月15日：車内販売営業を終了[34]。
- 2015年（平成27年）
  - 3月14日：北陸新幹線の長野駅 - 金沢駅間開業に伴い、「サンダーバード」の金沢駅 - 富山駅・魚津駅間を廃止し、金沢駅 - 和倉温泉駅間に直通する列車を1往復に削減[広報 30][広報 31]。全列車編成の向きを転換、基本編成を9両に統一した[広報 3][注 12]。また、主な運用は683系で行っているが、「サンダーバード」運用から外れた681系車両のうち、3両編成の3編成については暫定的に増結編成として運用している。先行試作車の681系9両については運用に余裕ができ次第、整備面からの都合により廃車の方向で検討していたが[9]、同年7月からは「サンダーバード」運用に復帰している。
  - 4月23日：22号・31号において、元北越急行車の683系8000番台で運行された。この時点では北越急行色の塗装であったが[35]、その後側面に青とオレンジの帯の「しらさぎ」塗装に変更されている[9]。
  - 7月18日：台風11号による大雨の影響で、「サンダーバード」の大阪駅 - 敦賀駅間が終日運休になり、敦賀駅 - 金沢駅間が「ダイナスター」として臨時運転された[36]。また、名古屋駅・米原駅発着の「しらさぎ」も終日運休になったため、「ダイナスター」の臨時運転には「しらさぎ」の定期時刻が活用された。

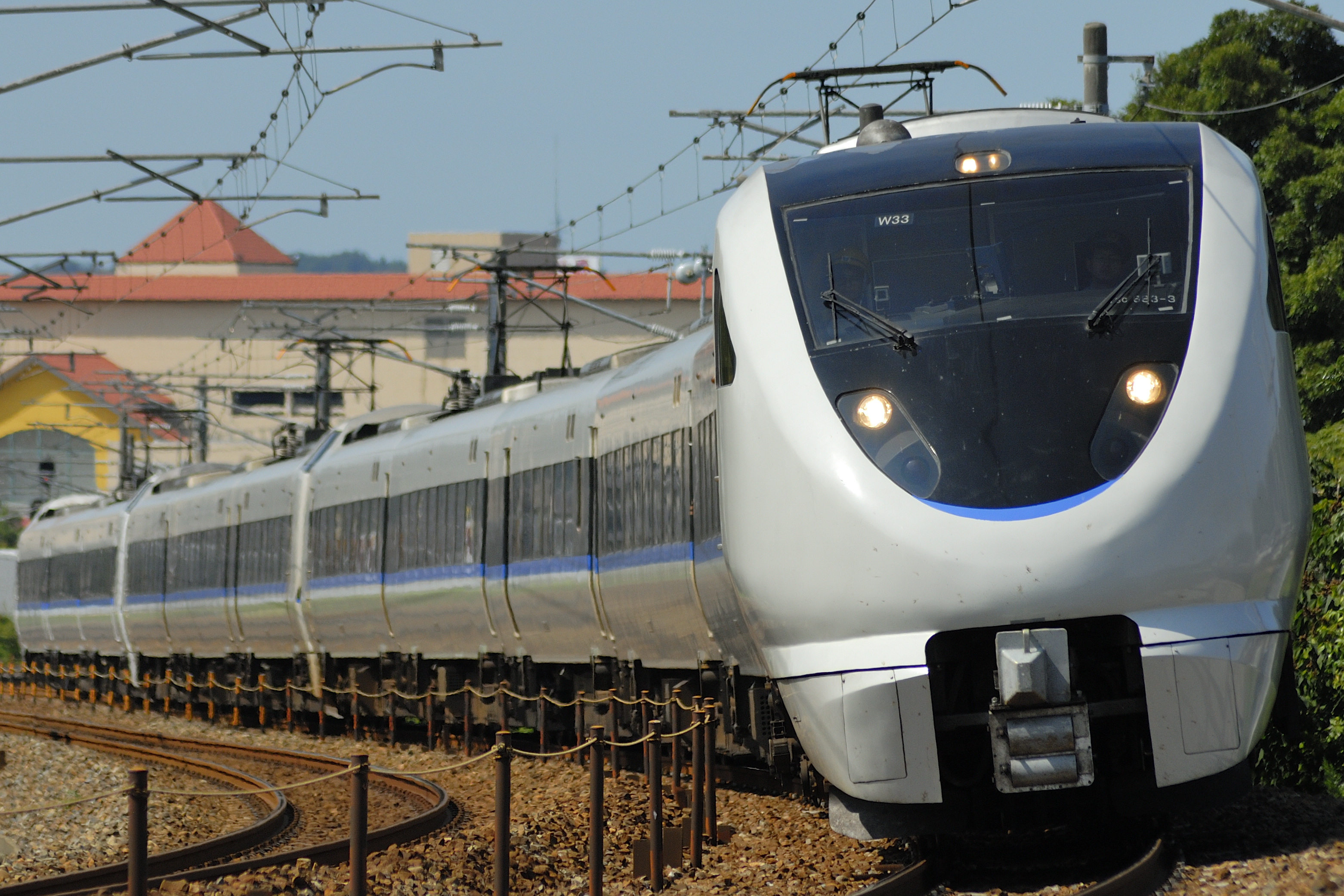
683系リニューアル編成

  - 683系リニューアル編成秋ごろ：「サンダーバード」全車両のリニューアルを2018年度末まで順次実施[37][広報 32]。
- 2016年（平成28年）3月26日：ダイヤ改正により1往復増発、24往復体制となる。これにより下り始発の時刻が繰り上がる。また上り終発の時刻も繰り下げ[広報 33]。
- 2017年（平成29年）3月4日：上り3本下り4本の時刻を繰り上げて北陸新幹線との接続を改善。新たに4往復が高槻駅に停車[広報 34]。
- 2019年（平成31年）3月16日：ダイヤ改正により夕方の時間帯に1往復増発、25往復体制となる。また、新たに3往復が敦賀駅に停車。
- 2024年（令和6年）3月16日：北陸新幹線の金沢駅 - 敦賀駅間の開業に伴い、運転区間が大阪駅 - 敦賀駅間に短縮され、定期列車での自由席の設定が終了[38][注 13]。また金沢駅 - 和倉温泉駅間の1往復については廃止される代わりに「能登かがり火」に編入される。1 - 50号の号数については敦賀駅で接続する新幹線列車「つるぎ」と奇数・偶数が入れ替わる形で対応する。